# Blieskastel
Blieskastel és una ciutat i municipi del districte de Saarpfalz a l'estat federat alemany de Saarland. Està situada tocant el riu Blies, aproximadament a 10 km al sud-oest de Homburg i a 20 km a l'est de Saarbrücken.
Blieskastel era la capital del comtat de Castres, després anomenat comtat de Blieskastel, inicialment depenent dels bisbes de Metz i posteriorment dels prínceps-electors arquebisbes de Trèveris. Fins al 1904, Blieskastel s'escrivia amb 'c' (Bliescastel).

## Nuclis
- Altheim
- Aßweiler
- Ballweiler
  - Wecklingen
- Bierbach
- Biesingen
- Blickweiler
- Blieskastel 
  - Alschbach
  - Lautzkirchen
- Böckweiler
- Breitfurt
- Brenschelbach
  - Brenschelbach-Bahnhof
  - Riesweiler
- Mimbach
- Niederwürzbach
  - Seelbach
- Pinningen
- Webenheim
- Wolfersheim

## Persones notables
- Josef Wendel (1901-1960), cardenal
- Marc Ziegler (1976), futbolista